# Hénouttaouy (fille de Menkhéperrê)
Pour les articles homonymes, voir Hénouttaouy (homonymie).
Hénouttaouy est une prêtresse sous la XXIe dynastie, épouse du grand prêtre d'Amon Nesbanebdjed II,.

## Généalogie
Hénouttaouy est la fille du grand prêtre d'Amon Menkhéperrê et de la princesse Isetemkheb II, elle même fille du roi de Tanis Psousennès Ier, frère de Menkhéperrê,,.
Elle épouse son frère le grand prêtre d'Amon Nesbanebdjed II et a une fille nommée Isetemkheb,

## Biographie
Hénouttaouy porte de nombreux titres tels que « Chanteuse d'Amon », « Maîtresse de maison », « Flûtiste de Mout », « Mère de Dieu de Khonsou ». Hénouttaouy est décédée à l'âge de 70 ans environ.
C'est à la fin du pontificat de Pinedjem II qu'est réglée la question de l'héritage entre la descendance de Neskhons, décédée en l'an V du règne de Siamon, et celle d'Hénouttaouy, par un décret oraculatoire d'Amon ayant eu lieu en l'an VIII du règne de Siamon, soit trois ans après la mort de Neskhons.
Hénouttaouy a été enterrée avec son père, entre autres, dans la tombe MMA 60 à Deir el-Bahari, les éléments de son matériel funéraire se trouvent aujourd'hui au Metropolitan Museum of Art et au Musée des Beaux-Arts de Boston.

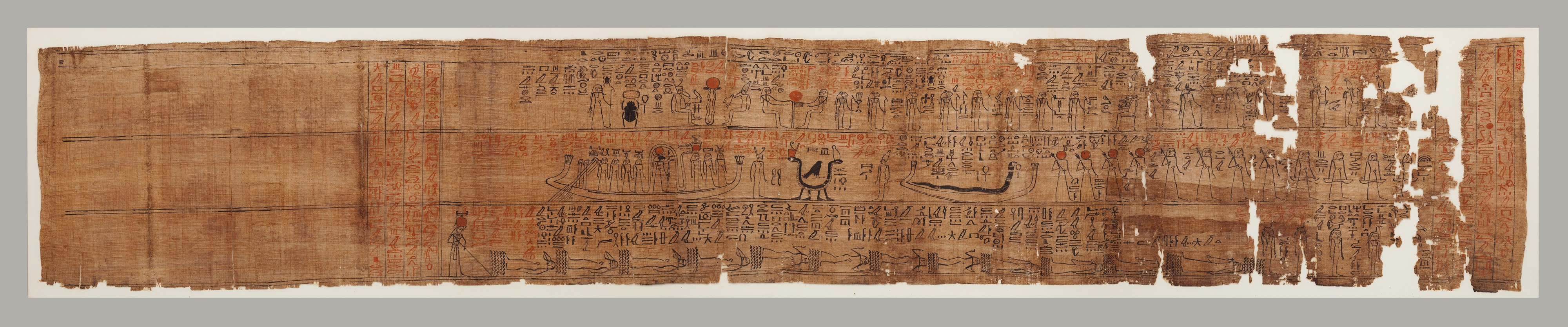
Livre de l'Amdouat d'Hénouttaouy, aujourd'hui au Metropolitan Museum of Art